# Jerónimo (cantante)
Alberto Pedro González Quevedo (Las Carabelas, 8 de mayo de 1947), más conocido como Jerónimo, es un cantante y compositor argentino, reconocido principalmente por su carrera en la balada romántica en las décadas de 1970 y 1980. A partir de los años 1990 acogió otros estilos, como la música cristiana y la música popular.

## Biografía
Nacido en Las Carabelas, Provincia de Buenos Aires en 1947 en el seno de una familia de agricultores, en su juventud tuvo la oportunidad de conocer a Leo Dan, quien lo convenció de mudarse a Buenos Aires para iniciar una carrera en la música. Se radicó en la capital argentina en 1965.
En 1972 publicó su primer trabajo discográfico homónimo, que incluye la popular canción «Dos que me parecen uno». Radicado en España, se coronó ganador del Festival de Alcobendas en 1977 con la canción «Un día más», y ese año participó en el Festival OTI de la Canción con el tema «Jugar a vivir».
Tras publicar varios álbumes con diferentes casas discográficas, en 1979 fue fichado por Columbia Records para grabar el disco Siempre te voy a querer, y un año después ganó con la canción «Quisiera» el Festival Internacional de la Canción de Benidorm en Alicante. Años después se radicó en Medellín, Colombia, en la que vivió durante una década y contrajo matrimonio con una colombiana.
En la década de 1990 inició una carrera en la música cristiana. Sin embargo, tras la pandemia del COVID-19 emprendió una gira denominada Íntimo, en la que retomó la balada romántica y exploró otros géneros. Decidió trasladarse nuevamente a su país natal para estar cerca de su nonagenaria madre, y en la actualidad reside en la ciudad de Junín. Continúa realizando giras y grabando producciones discográficas en géneros como la balada romántica, la música popular y la música cristiana.

## Discografía destacada
- 1972 - Jerónimo
- 1974 - Vengo desde tu voz
- 1977 - Detrás de mis canciones
- 1979 - Siempre te voy a querer
- 1980 - Quisiera
- 1981 - Amor mío
- 1984 . Dueño de mi libertad
- 1987 - Amor cada día
- 1988 - Por ella yo sería
- 1991 - Nacido para cantar